# Скроллинг

Параллаксная прокрутка

Скроллинг (от англ. scrolling — «просматривание; прокрутка») — форма представления информации, при которой содержимое (текст, изображение) двигается (прокручивается) в вертикальном или горизонтальном направлении. Таким образом, скроллинг, в отличие от анимации, не изменяет содержимое, а «передвигает камеру».

## Виды скроллинга и их применение
Выделяют три типа скроллинга:
- линейный или «обычный» — двигающиеся объекты появляются у одного края экрана и исчезают у противоположного.
- циклический — объект, исчезнув с одного края, появляется у противоположного.
- отскакивающий — объект, дойдя до края экрана, меняет направление движения на противоположное.

### Кино и телевидение
Чаще всего, скроллинг применяют для того чтобы показать длинный список участвующих в съёмке и подготовке материала: заключительные кадры фильма.
Широко известен скроллинг текста в начале фильмов серии «Звёздные войны».
В некоторых программах, в частности, новостных, применяется «бегущая строка» — горизонтальный скроллинг текста в нижней части экрана.

### Компьютеры

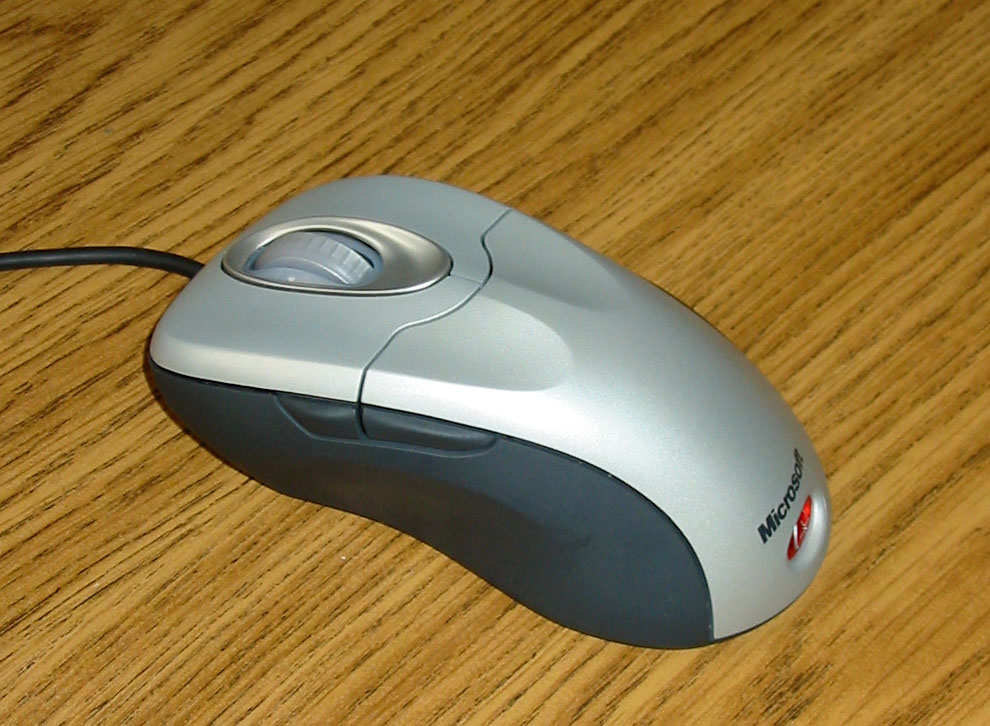
Microsoft IntelliMouse с качающимся колесом

В электронной технике скроллингом называют колёсико мыши; также само действие прокрутки содержимого окна или его части (меню).
Колёсико мыши широко используется в компьютерных играх.
Скроллинг часто применяется в программах преобразования текста в речь (Говорилка и т. п.) при отслеживании читаемого текста.

## Исследования
В статье Джорджа Фитцмориса (англ. George Fitzmaurice) 1993 года изучались карманные компьютеры с пространственным пониманием. Эти устройства имели 3D-сенсор, и перемещение устройства заставляло содержимое перемещаться, как если бы оно было зафиксировано на месте. Это взаимодействие можно назвать «перемещением с прокруткой» (англ. moving to scroll). Кроме того, если пользователь отодвигал устройство от себя, то увеличивался масштаб изображения; и наоборот, масштаб изображения уменьшался, если пользователь приближал устройство к себе. В настоящее время этот метод используется в камерах смартфонов и при анализе изображений «оптическим потоком».
В исследовательской работе Джуна Рекимото 1996 года операции наклона проанализированы как методы прокрутки на интерфейсах с небольшим экраном. Пользователи могли наклонять устройство не только для прокрутки, но и для выбора элементов меню. Эти приёмы оказались особенно полезными для полевых работников, поскольку им нужно было держать устройство и управлять им только одной рукой.
В более позднем исследовании 2013 года, проведённом Селиной Шармин (англ. Selina Sharmin), Олегом Шпаковым (англ. Oleg Špakov) и Кари-Йоуко Райхя (англ. Kari-Jouko Räihä), изучалось действие чтения текста на экране, когда текст автоматически прокручивается на основе шаблонов отслеживания глаз пользователя. Контрольная группа просто читала текст на экране и вручную прокручивала его. Исследование показало, что участники предпочитали читать в основном в верхней части экрана, поэтому экран прокручивался вниз всякий раз, когда глаза участников начинали смотреть в нижнюю часть экрана. Эта автоматическая прокрутка не вызывала статистически значимой разницы в скорости чтения или производительности.